# Agnieszka Kaczorowska
Agnieszka Kaczorowska-Pela (ur. 16 lipca 1992 w Warszawie) – polska tancerka, choreografka, aktorka, prezenterka telewizyjna i osobowość medialna.
Młodzieżowa mistrzyni świata w tańcach latynoamerykańskich z 2010. Zwyciężczyni trzeciej edycji programu rozrywkowego Polsatu Dancing with the Stars. Taniec z gwiazdami (2015).

## Życiorys
Jest najmłodszą z trojga rodzeństwa, ma siostrę Jolantę i brata Piotra. Gdy miała 10 lat, jej rodzice się rozwiedli.
Ukończyła 21. Społeczne Liceum Ogólnokształcące im. Jerzego Grotowskiego w Warszawie, studiowała w Szkole Wyższej Psychologii Społecznej w Warszawie.

### Kariera taneczna
W wieku sześciu lat rozpoczęła trenowanie tańca towarzyskiego. Jej pierwszymi partnerami tanecznymi byli Karol Gaweł i Jan Borecki. W latach 2007–2009 tańczyła z Pawłem Milcarzem, z którym zdobyła tytuł młodzieżowych mistrzów Polski 2009 w stylu latynoamerykańskim. W latach 2009–2010 tańczyła z Pawłem Tekielą, z którym w 2010 zdobyła tytuły: mistrzów Polski w kategorii młodzieżowej i młodzieżowych mistrzów świata w stylu latynoamerykańskim, a także zajęła trzecie miejsce na mistrzostwach Europy. W latach 2010–2011 jej partnerem był Kostiantyn Samarski. Reprezentuje najwyższą, międzynarodową klasę taneczną „S” w tańcach latynoamerykańskich i standardowych.

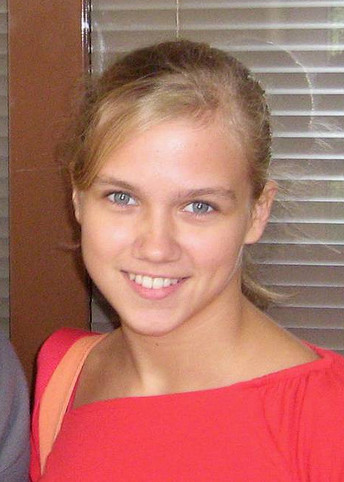
Kaczorowska (2007)

Od 2014 z przerwami jest trenerką tańca w programie rozrywkowym Polsatu Dancing with the Stars. Taniec z gwiazdami, w którym jej partnerami tanecznymi byli: Rafał Maślak, Krzysztof Wieszczek, Łukasz Kadziewicz, Nikodem Rozbicki, Michał Malinowski, Antek Smykiewicz, Filip Gurłacz i Marcin Rogacewicz. W parze z Wieszczkiem zwyciężyła w finale trzeciej edycji programu w 2015, a z Kadziewiczem i Gurłaczem dotarła do finału czwartej i 16. edycji – odpowiednio w 2015 i 2025.

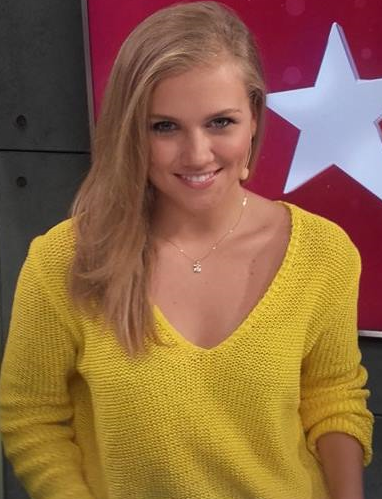
Kaczorowska (2016)

Stworzyła choreografię do spektaklu Marcina Szczygielskiego Single po japońsku w reżyserii Olafa Lubaszenki. W grudniu 2017 w parze z Krzysztofem Wieszczkiem zatańczyła podczas uroczystej gali zorganizowanej w Teatrze Wielkim w Warszawie z okazji 25-lecia telewizji Polsat.
We wrześniu 2017 przy ul. Kijowskiej na warszawskiej Pradze otworzyła szkołę tańca „Danceworld by Agnieszka Kaczorowska”, którą zamknęła w 2020 z powodu pandemii COVID-19.

### Kariera aktorska
Ogólnopolską rozpoznawalność zyskała dzięki roli Bożenki w serialu TVP1 Klan, w którym gra od 1998. Zagrała też w kilku odcinkach serialu Na dobre i na złe (2016, 2017, 2019).
W 2016 zadebiutowała w teatrze rolą Anny w spektaklu Kochanie na kredyt (reż. Olaf Lubaszenko) realizowanego przez Impresariat Artystyczny. W 2017 zagrała Danutę Michałowską, przyjaciółkę Jana Pawła II, w musicalu Agencji Kreatywnej PRC Karol (reż. Krzysztof Korwin-Piotrowski) o życiu papieża. W tym samym roku wystąpiła w teledyskach do piosenek: „Dziewczyno” zespołu Ciupaga i „Już nie ty” Antka Smykiewicza.
W latach 2022–2023 grała postać Judy w spektaklu objazdowym Teatru Tu i Teraz Ślub doskonały (reż. Rafał Sisicki). W marcu 2023 poinformowała o zerwaniu współpracy z teatrem.

### Pozostałe przedsięwzięcia
Była gościem telewizyjnych i internetowych talk-shows, m.in.: Rozmowy w toku (2005), Kuba Wojewódzki (2013, 2015, 2024) i 20m2 (2015). Wystąpiła gościnnie w jednym z odcinków programu Nasz nowy dom (2018) w Polsacie. W 2019 była jurorką podczas wyborów Miss Supranational. Uczestniczyła w drugiej edycji programu typu reality show Królowa przetrwania (2024) w TVN 7.
Współprowadziła koncerty plenerowe: „Radiowy przebój roku – Super hit FM” na Polsat SuperHit Festiwal 2015, „Roztańczony PGE Narodowy” (2016–2017), „Disco Hit Festival – Kobylnica” (2016) i „Wrocław w rytmie disco” (2017) oraz koncerty sylwestrowe Polsatu w latach 2015–2017. W latach 2019–2020 prowadziła autorski program internetowy Będę mamą / Jestem mamą. W 2023 nagrała osiem odcinków podcastu W swoje ręce dla RMF Classic.
Była nominowana do nagrody Plejada „Top Ten” 2015 dla gwiazdy social mediów i nagrody „Gwiazda Plejady 2016” za metamorfozę roku.

## Życie prywatne
7 września 2018 podczas uroczystości cywilnej w Toskanii poślubiła tancerza Macieja Pelę, z którym ma dwie córki: Emilię (ur. 26 lipca 2019) i Gabrielę (ur. 28 lipca 2021). W wyemitowanym premierowo 6 listopada 2024 na antenie stacji TVN programie Kuba Wojewódzki potwierdziła informacje o rozstaniu z mężem i ujawniła, że zamierza zakończyć małżeństwo rozwodem. W grudniu 2024 zrezygnowała z używania podwójnego nazwiska w przestrzeni publicznej, zachowując swoje panieńskie. Jeszcze w trakcie trwania małżeństwa związała się z aktorem Marcinem Rogacewiczem, a ich romans wzbudził zainteresowanie ogólnopolskiej prasy.
Deklaruje się jako ateistka. Nie ochrzciła córek i uważa, że w szkołach nie powinno się uczyć jednej, konkretnej religii, ale powinna zostać wprowadzona edukacja religijna, pogłębiająca wiedzę o wielu religiach i wierzeniach obecnych w świecie.

## Filmografia
- od 1999: Klan jako Bożena Kazuń
- 2016–2019: Na dobre i na złe jako Sara (odc. 628, 680, 729)

## Teatr
- 2016: Kochanie na kredyt jako Anna
- 2022: Ślub doskonały jako Judy